# Christophe Zakhia El-Kassis
Christophe Zakhia El-Kassis (nacido el 24 de agosto de 1968 en Beirut, Líbano) es un obispo, diplomático y arzobispo maronita católico libanés. Actualmente se desempeña como Nuncio Apostólico en los Emiratos Árabes Unidos .

## Vida
El-Kassis se graduó utroque iure, doctorado en derecho civil y derecho eclesiástico. Recibió el sacramento del Orden Sagrado el 21 de mayo de 1994. Ingresó en el servicio diplomático de la Santa Sede el 19 de junio de 2000 y ha servido en las Nunciaturas Apostólicas en Indonesia, Sudán y Turquía. Desde 2007 hasta 2018 se desempeñó en la oficina de Relaciones Exteriores de la Secretaría de Estado en la Santa Sede.
Habla con fluidez libanés, árabe, francés, italiano, inglés, indonesio, español y alemán
El 24 de noviembre de 2018, el Papa Francisco lo nombró Arzobispo titular de Rusellae y lo nombró Nuncio Apostólico en Pakistán . Recibió su consagración episcopal en la Basílica de San Pedro el 19 de enero de 2019 de manos del cardenal Pietro Parolin como consagrador principal, quien estuvo acompañado por el cardenal Dominique Mamberti y el arzobispo Paul Youssef Matar .
El 3 de enero de 2023, el Papa Francisco lo nombró Nuncio Apostólico en los Emiratos Árabes Unidos. Será el primer nuncio que residirá en la Nunciatura de Abu Dabi, inaugurada en febrero de 2022.